# Lujo Brentano
Ludwig Joseph "Lujo" Brentano, född 18 december 1844 i Aschaffenburg, död 9 december 1931 i München, var en tysk nationalekonom. Han var brorson till Clemens Brentano och Bettina von Arnim.
Brentano blev 1871 docent i Berlin och 1873 professor i Breslau, innehade sedan efter vartannat lärostolar i Strassburg, Wien och Leipzig samt var 1891–1918 professor i München. I december 1918 blev han bayersk folkkommissarie för handel och industri, men lämnade snart denna post.
På en studieresa till England 1868 i sällskap med statistikern Ernst Engel kom han bland annat i kontakt med detta lands främsta fackföreningsledare och utgav redan 1870 avhandlingen On the History and Development of Gilds and the Origin of Trade Unions (såsom inledning till en engelsk urkundsamling för skråväsendets historia), varpå följde Die Arbeitergilden der Gegenwart (två delar, 1871–72). Dessa två arbetens öppnade forskarnas ögon för fackföreningarnas beskaffenhet och innebörd. Brentano fortsatte därefter sina studier av den sociala frågans olika sidor. Åren 1877–80 var han en av redaktörerna för "Jahrbuch für Gesetzgebung etc. im Deutschen Reich" (därefter övertagen av Gustav von Schmoller); från 1893 utgav han jämte några kolleger den värdefulla "Sammlung älterer und neuer staatswissenschaftlichen Schriften des In- und Auslandes" och skriftserien "Münchener volkswirtschaftliche Studien". 
Brentano räknades redan tidigt såsom en av de främsta katedersocialisterna. Under årens lopp kom han alltmer att tillhöra riktningens liberala flygel och uttalade (särskilt mot Adolph Wagner) sin oro för överdrivet ingripande på det ekonomiska området, varvid han i synnerhet vände sig mot "maktpolitiken" och den agrarprotektionistiska tyska tullpolitiken.